# Орден військових заслуг (Іспанія)
Орден Військових заслуг (ісп. Orden del Mérito Militar) — державна воєнна нагорода Королівства Іспанія.

## Історія
Орден було започатковано 3 серпня 1864 року королевою Іспанії Ізабеллою II.
Орденські емісії здійснювались у 1931, 1936, 1942, 1970, 1977 роках, 28 липня 1995 і 1 серпня 2003 року.
Після останньої емісії орден має чотири класи по два ступені у кожному: Великий хрест і хрест.

## Опис
Знак ордена ступеня Великого хреста — рівнокінцевий прямий хрест із королівським гербом у круглому щиті в центрі. Хрест за допомогою ланки у вигляді королівської корони підвішується до широкої орденської стрічки, яка одягається через праве плече.
Зірка ступеня Великого хреста є рівнокінцевим прямим хрестом під королівською короною королівським гербом у круглому щиті в центрі, накладений на восьмипроменевеву золоту зірку. На зірку, між поперечинами хреста накладені срібні зображення замку (символу Кастилії) та лева (символу Леона). Колір емалі хреста залежно від класу:
- — Червоний хрест (Distintivo rojo) — за заслуги у воєнний час на полі бою.
- — Білий хрест (Distintivo blanco) — за заслуги у мирний час або воєнний час в тилу.
- — Білий хрест з жовтими смугами (Distintivo amarillo) — тяжкі поранення (ушкодження) або смерть під час виконання обов'язків.
- — Білий хрест із блакитними смугами (Distintivo azul) — за заслуги в операціях під егідою ООН чи інших міжнародних організацій.

Знак хреста є рівнокінцевим прямим хрестом з королівським гербом у круглому щиті в центрі. Хрест за допомогою ланки у вигляді королівської корони підвішується до орденської стрічки та носиться на грудях. Емаль хреста і стрічка відповідають одному з чотирьох класів.
- — червоний хрест
- — білий хрест
- — білий хрест з жовтими смугами
- — білий хрест із блакитними смугами